# Robert Jaspert
Robert Niels Jaspert (* 26. Februar 1960 in Sydney) ist ein deutscher Fußballtrainer. Er ist der Bruder von Nikolas Jaspert. 

## Karriere
Als Spieler war Jaspert für unterklassige Berliner Vereine aktiv: SF Kladow, Hertha Zehlendorf, Wacker 04, Preußen Wilmersdorf, Rapide Wedding, Weddinger FC, Westend 01, NSC Marathon 02 und die zweite Mannschaft von Tennis Borussia waren seine Stationen.
Bei TeBe begann auch seine Trainerlaufbahn. Zunächst führte er ab 1996 die zweite Mannschaft von der Verbands- in die Regionalliga, wurde nach der Entlassung von Stanislav Levý kurzzeitig Interimstrainer des Zweitligateams, und übernahm am 16. November 2000 als Nachfolger von Mirko Slomka das Regionalligateam von Tennis Borussia. Doch nach sieben Niederlagen in Folge musste er bereits am 23. März 2001 seinen Posten wieder abgeben, an Friedhelm Haebermann.
Zur Saison 2001/02 wurde er in der 2. Bundesliga beim MSV Duisburg Co-Trainer von Pierre Littbarski, mit dem er gemeinsam in der Zehlendorfer A-Jugend gespielt hatte. Später war er Assistenztrainer von Jo Bonfrere bei der Nationalmannschaft von Südkorea, mit der er im Dezember 2004 der deutschen Auswahl beim 3:1 in Busan die erste Niederlage unter Bundestrainer Jürgen Klinsmann beibrachte. Im August 2005 verlor er seinen Posten, als Bonfrere zurücktrat.
Im März 2007 wurde Jaspert Trainer des libanesischen Erstligisten al Ahed, der von der Hisbollah unterstützt wird. In sein Hotelzimmer in Beirut schlugen im Juni 2007 in seiner Abwesenheit Bombensplitter ein. Das Autobombenattentat galt dem Politiker Walid Eido; dabei wurden auch die Fußballspieler Hussein Dokmak und Hussein Neim von Al Aheds Ligakonkurrenten Nejmeh Club getötet.
Nach einem Engagement bei Saipa Teheran war Jaspert ab dem 4. November 2008 Co-Trainer von Pierre Littbarski beim FC Vaduz. Littbarski und sein Team wurden im April 2010 entlassen. Im Sommer 2015 übernahm er den Regionalligisten FC Viktoria 1889 Berlin, nachdem er zuvor die U23 des 1. FC Union Berlin betreut hatte.
Früher war Jaspert als Molekularbiologe am Robert Koch-Institut in Berlin tätig.